# Syncephalis tetrathela
Syncephalis tetrathela är en svampart som beskrevs av Tiegh. 1875. Syncephalis tetrathela ingår i släktet Syncephalis och familjen Piptocephalidaceae.   Inga underarter finns listade i Catalogue of Life.